# 14e congresdistrict van New York

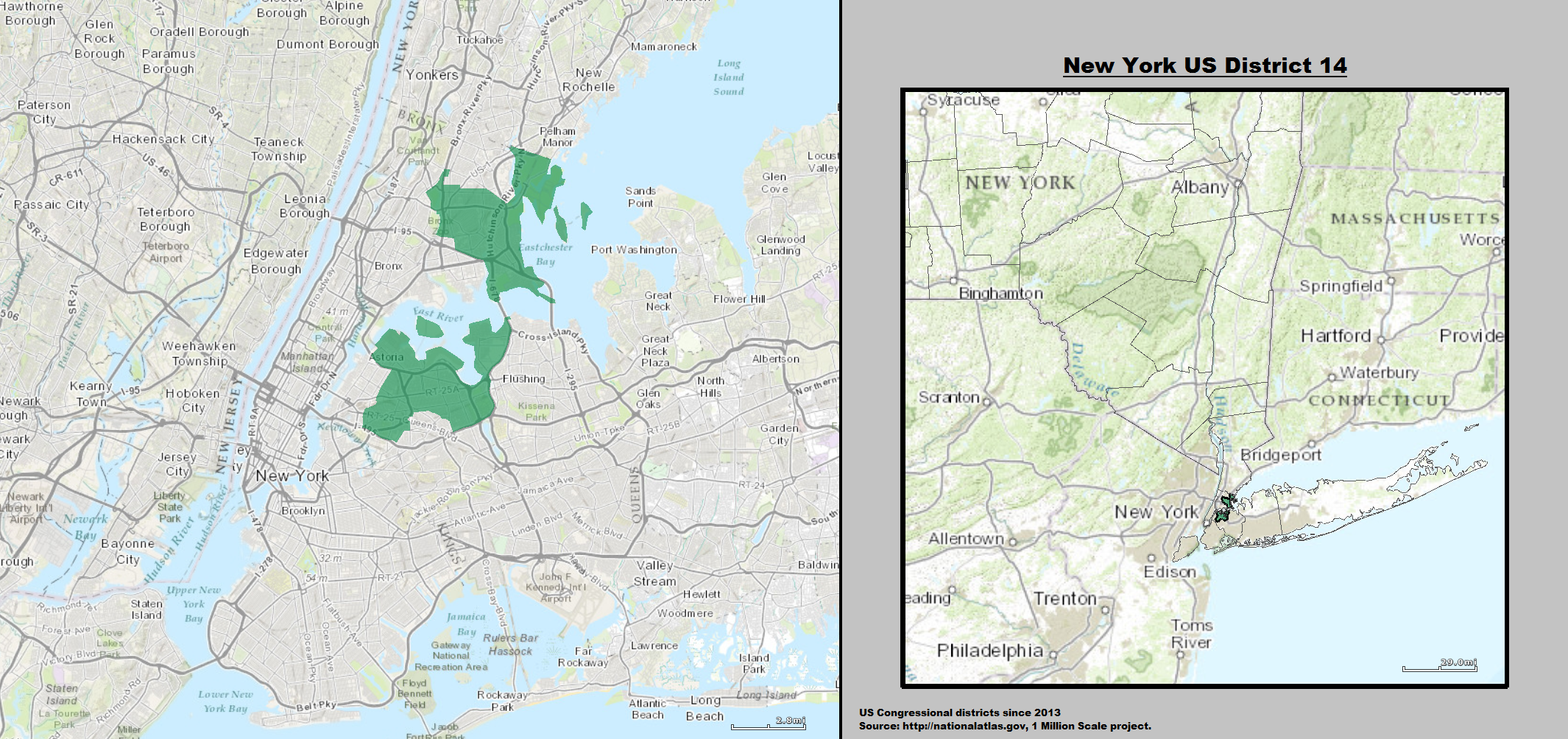
Kaart van het 14e congresdistrict van New York bij de aanvang van het 113e Amerikaans Congres

Het 14e congresdistrict van New York (NY-14) is een kiesdistrict voor het Amerikaanse Huis van Afgevaardigden.
Het district omvat het oosten van The Bronx en het noorden van Queens in de stad New York. Buurten in het congresdistrict zijn Astoria, College Point, East Elmhurst, Jackson Heights en Woodside in Queens en Morris Park, Parkchester, Pelham Bay, Throgs Neck en City Island in The Bronx. De helft van de inwoners is hispanic of latino.
Vóór de verkiezing van 2012 werd het gebied grotendeels vertegenwoordigd in het 7e congresdistrict. Het 14e district omvatte toen het oosten van Manhattan en delen van Queens.
Sinds 2019 vertegenwoordigt Democrate Alexandria Ocasio-Cortez het kiesdistrict. Ze versloeg zetelend afgevaardigde Joseph Crowley onverwacht in de voorverkiezingen. Ze is de jongste congresvrouw ooit.